# マルセロ・グロエ
マルセロ・グロエ（Marcelo Grohe、1987年1月13日 - ）は、ブラジル出身のサッカー選手。アル・ホロード所属。元ブラジル代表。ポジションはゴールキーパー。